# 小林弘裕

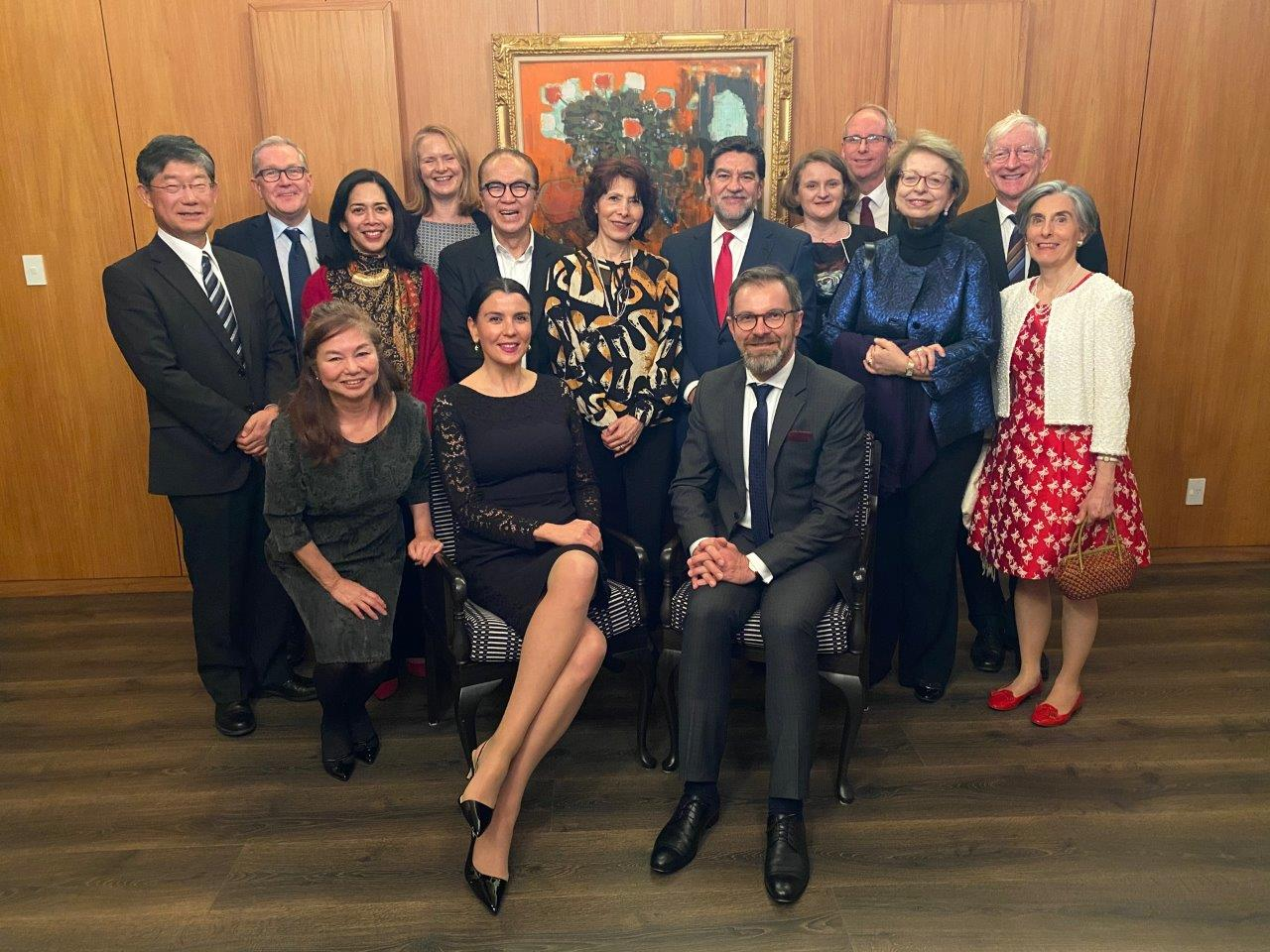
2020年9月9日、在ニュージーランドポーランド大使ズビグニェフ・ニャトコフスキ（最前列右）の離任式に参列した小林大使（左）

小林 弘裕（こばやし ひろやす、1955年4月27日 - ）は日本の外交官、大使。イラク戦争下での外務省サマーワ事務所長、ドバイ総領事、長野県警察本部長、駐ボツワナ特命全権大使、駐イラン特命全権大使を経て、最後の公務として駐ニュージーランド兼クック諸島兼ニウエ特命全権大使を2018年から2020年にかけて務め上げた。2021年より綜合警備保障株式会社顧問。

## 人物
東京都出身。1979年に一橋大学経済学部を卒業し、外務省入省。アラビア語研修を受けたアラビスト。紛争地を多く担当し、外務省中近東アフリカ局中近東第二課長、中東アフリカ局中東第一課長・第二課長等を歴任。2001年に起きたアメリカ同時多発テロ事件後のアフガニスタン紛争問題などに関わり、2002年1月に東京で行われたアフガニスタン復興支援国際会議も担当。
2004年から自衛隊イラク派遣で派遣されていた陸上自衛隊サマーワ宿営地内にあるサマーワ外務省連絡事務所長を務め、自衛隊と連携しイラク戦争下でムサンナー県へのインフラストラクチャー整備を中心とした人道復興支援にあたった。宿営地に打ち込まれた迫撃砲やロケット砲などの調査も行った。サマーワ事務所での部下に石川博崇（公明党参議院議員）などがいた。
2018年8月10日、駐ニュージーランド兼クック諸島兼ニウエ特命全権大使を拝命した。2020年12月18日、駐ニュージーランド兼クック諸島兼ニウエ特命全権大使を最後の公務として依願退職。
2021年4月1日より、綜合警備保障株式会社顧問。

## 経歴
- 1955年4月 東京都出身[7]
- 1978年10月 外務公務員採用上級試験合格[7][8]
- 1979年3月 一橋大学経済学部卒業[7]
- 1979年4月 外務省入省[7]
- 1980年 カイロで研修（アラビア語研修）
- 1982年 アメリカ合衆国で中東研究
- 1983年 在エジプト日本国大使館勤務
- 1985年4月 外務省経済局国際経済第二課課長補佐[8]
- 1987年7月 外務大臣官房在外公館課課長補佐[8]
- 1989年7月 総理府行政管理局副管理官[8]
- 1991年8月 外務省経済協力局開発協力課首席事務官[8]
- 1993年3月 外務省経済協力局政策課首席事務官[8]
- 1995年5月 国際連合日本政府代表部一等書記官[7]
- 1996年1月 国際連合日本政府代表部参事官[7]
- 1997年7月 在パキスタン日本大使館参事官[7]
- 1999年4月 外務省中近東アフリカ局中近東第二課長[7]
- 2001年1月 外務省中東アフリカ局中東第二課長[7]
- 2001年4月 外務省中東アフリカ局中東第一課長[7]
- 2002年4月 国際協力銀行国際金融第二部次長[7]
- 2003年1月 在エジプト日本国大使館公使[7]
- 2004年4月  サマーワ外務省連絡事務所長 併任
- 2004年7月 在クウェート日本国大使館公使[7] 兼 在イラク日本国大使館公使 サマーワ外務省連絡事務所長
- 2006年6月 ドバイ総領事[7]（北部首長国）
- 2009年7月 警視監 警察庁長官官房付[7]
- 2009年8月5日 長野県警察本部長[7]（警視監）
- 2011年9月 駐ボツワナ特命全権大使[7] 兼 南部アフリカ開発共同体日本政府代表
- 2014年9月 特命全権大使（臨時本省事務従事（アフリカにおける地域経済共同体（RECs）・平和・安全保障担当））[7]
- 2015年8月 駐イラン特命全権大使[7]
- 2018年8月 駐ニュージーランド兼クック諸島兼ニウエ特命全権大使[1]
- 2021年4月 綜合警備保障株式会社 顧問

## 同期
（　）は現在の役職
- 平松賢司（駐スペイン大使）
- 田良原政隆（退官、元駐エルサルバドル大使）
- 北岡元（駐エストニア大使）
- 横井裕（駐中華人民共和国大使）
- 花谷卓治（退官、元駐モロッコ大使）
- 伊原純一（駐フランス大使）
- 山口壯（衆議院議員）
- 大江博（駐イタリア大使）
- 宮川眞喜雄（国家安全保障局国家安全保障参与）
- 廣木重之（駐スウェーデン大使）
- 長谷川晋（八戸学院大学客員教授、八戸学院短期大学客員教授）
- 堀江良一（駐エリトリア大使）
- 西岡淳（帝京大学教授）
- 小川正史（KDDI顧問）
- 礒部博昭（自治体国際化協会参与）
- 西村篤子（大成建設取締役、国際石油開発帝石社外取締役）
- 羽田浩二（駐フィリピン大使）
- 大澤勉（駐カメルーン大使）

## 著作
- 「湾岸諸国情勢とわが国の政策」中東研究. (通号 454) [1999.09]
- 「日本の対イラン政策--わが国にとってのイランの位置づけ、今後のわが国の対イラン政策」国際資源. (通号 308) [2000.8]
- 「わが国の対イラク政策」国際資源. (通号 309) [2000.9]
- 「湾岸諸国情勢とわが国の政策 (講演録:第6回 わが国の中東政策を知るセミナー)」中東研究. (466) [2000.9]
- 「わが国の対サウジ外交--サウジアラビア王国の現状と直面する問題,日・サ関係の現状とわが国の外交政策」国際資源. (通号 310) [2000.10]